# Creta Verde
Creta Verde (italienska) eller Steinwand (tyska) är en bergstopp på gränsen mellan Italien och Österrike.. Toppen på Creta Verde är 2 520 meter över havet.
Terrängen runt Creta Verde är huvudsakligen bergig, men norrut är den kuperad. Runt Creta Verde är det glesbefolkat, med 18 invånare per kvadratkilometer.. Närmaste större samhälle är Oberdrauburg, 18,7 km nordost om Creta Verde. 
I omgivningarna runt Creta Verde växer i huvudsak blandskog.